# Capsicum mirabile
Capsicum mirabile (syn. Capsicum buforum) es una especie del género Capsicum de las solanáceas, originaria de los  estados de la región sureste de Brasil donde se encuentra silvestre y es endémico. Fue descrito por vez primera por Carl Friedrich Philipp von Martius en 1846 

## Características
Capsicum mirabile es un arbusto de 0,5 y 3 m de altura sin pelos. El tallo se encuentra ramificado dicotómicamente. Las hojas de 7,5 a 10 cm de largo, que tienen alargada la parte superior y la base es cónica. En la parte inferior son peludas cerca de las venas de las hojas. Las inflorescencias de una a tres flores en forma de cimas en rama multiforme dicotómica y sobre todo igual existente. Los pedúnculos de las flores son de lado o hacia arriba. El cáliz es un cuenco abierto hasta casi tener forma de campana, sin pelo y con cinco dientes lineales. La corola en forma de estrella tiene un diámetro de alrededor de 9 mm, es de color blanco y tiene manchas moradas, el tubo de la corola en el interior es de color verdoso. Los estambres y anteras son de igual longitud. El ovario es redondeado y el estigma es inversamente cónico. El fruto es una, o dos cámaras en forma de guisante, cuando maduro es una baya amarillo-verdosa. Las semillas son negruzcas y en forma circular arriñonada 
Los cromosomas son {\displaystyle x=2n=26}.

## Sistemática
Para clasificar el tipo dentro del género se han realizado pruebas de cruce con otras especies, pero en los frutos que se formaron no hay semillas fértiles. En experimentos con Capsicum mirabile como parte macho, se originó algún fruto en el cruce con Capsicum praetermissum y Capsicum pubescens en el fruto cada semilla con embriones poco desarrollados; en cruces con Capsicum cardenasii, Capsicum eximium y  Capsicum praetermissum en los frutos solo fue formada la cubierta de la semilla. En los cruces con Capsicum annuum, Capsicum chinense y Capsicum frutescens aunque se formaron los frutos,  estos no contenían semillas. En experimentos cruzando con Capsicum baccatum, Capsicum lanceolatum y Capsicum tovarii no tuvieron éxito. En experimentos en los que C. mirabile representa la parte femenina del cruzamiento, solo consiguió fecundación con Capsicum pubescens, pero en los frutos solo se formaron las cubiertas de las semillas. Estos resultados muestran que sistemáticamente C. mirabile está lejos de las especies estudiadas.

## Hábitat
La especie crece endémica en los estados surorientales brasileños, sobre todo en Minas Gerais, Río de Janeiro y São Paulo.

## Taxonomía
Capsicum mirabile fue descrita por Carl Friedrich Philipp von Martius en 1846 y el trabajo fue publicado en « Flora Brasiliensis 10: 144. 1846. (Fl. Bras.) »
Citología
- El número cromosómico del género Capsicum es de 2n=24, pero hay algunas especies silvestres con 26 cromosomas entre ellas C. campylopodium que tiene 13 parejas de cromosomas (otros capsicum tienen 12)[9][10]

Etimología
Capsicum: neologismo botánico moderno que deriva del vocablo latino capsŭla, ae, ‘caja’, ‘cápsula’, ‘arconcito’, diminutivo de capsa, -ae, del griego χάψα, con el mismo sentido, en alusión al fruto, que es un envoltorio casi vacío. En realidad, el fruto es una baya y no una cápsula en el sentido botánico del término.
mirabile: epíteto latino, que significa admirable.
Variedades aceptadas
- Capsicum mirabile var. mirabile[16]

Sinonimia
- Capsicum mirabile var. grandiflorum Sendtn.[17]
- Capsicum buforum Hunz.[18]